# Дондовын Энхтуул
Дондовын Энхтуул (монг. Дондовын Энхтуул) — монгольская шашистка (международные шашки). Многократная участница чемпионатов Монголии по международным шашкам среди женщин. Участница чемпионата мира 2015 года (16 место).
Живёт в Австрии выступает за клуб Damclub Huizum.
Участвовала в международном турнире Салоу-2015, заняла 67 место в общем зачёте среди 137 участников.